# Marith Vanhove
Marith Vanhove (* 7. März 2003 in Izegem) ist eine belgische Radsportlerin.

## Sportlicher Werdegang
Marith Vanhove ist eine vielseitige Radsportlerin, die Rennen auf Straße, Bahn und auf dem Mountainbike bestreitet. So wurde sie 2018 belgische Jugend-Mountainbikemeisterin im Beachrace. Im selben Jahr sowie im Jahr darauf wurde sie belgische Jugend-Meisterin im Straßenrennen. 2020 errang sie gemeinsam mit Katrijn De Clercq den Titel der Junioren-Europameisterin im Zweier-Mannschaftsfahren auf der Bahn. 2020 war besonders erfolgreich für sie: Bei den Junioren-Bahnweltmeisterschaften in Kairo belegte sie im Scratch Rang zwei, ebenfalls bei den Junioren-Europameisterschaften. Zudem wurde sie bei den Europameisterschaften Dritte in der Einerverfolgung.
2022 erhielt Vanhove einen Vertrag des Teams Parkhotel Valkenburg. Im selben Jahr wurde sie im Scratch belgische Meisterin der Elite.

## Erfolge

### Bahn
2020
- Junioren-Europameisterin – 500-Meter-Zeitfahren, Zweier-Mannschaftsfahren (mit Katrijn De Clercq)
- Belgische Junioren-Meisterin – Einerverfolgung, Zweier-Mannschaftsfahren (mit Ines Van de Paar)

2021
- Junioren-Weltmeisterschaft – Scratch
- Junioren-Europameisterschaft – Scratch
- Junioren-Europameisterschaft – Einerverfolgung

2022
- Belgische Meisterin – Scratch

2023
- U23-Europameisterschaft – Zweier-Mannschaftsfahren (mit Katrijn De Clercq)

2023/24
- Belgische Meisterin – Einerverfolgung, Ausscheidungsfahren

2024
- U23-Europameisterschaften – Omnium

2025
- U23-Europameisterschaft – Mannschaftsverfolgung (mit Hélène Hesters, Luca Vierstraete und Lani Wittevrongel), Zweier-Mannschaftsfahren (mit Hélène Hesters)

### Straße
2018
- Belgische Jugend-Meisterin – Straßenrennen

2019
- Belgische Jugend-Meisterin – Straßenrennen

2020
- Junioren-Europameisterschaft – Einzelzeitfahren

2021
- Belgische Junioren-Meisterin – Straßenrennen

### Mountainbike
2018
- Belgische Jugend-Meisterin – Beachrace